# ウェルドン・オルソン
ウェルドン・オルソン（Weldon Olson 1932年11月12日 - 2023年5月13日）は、アメリカ合衆国ミシガン州マーケット出身の元アイスホッケー選手。ポジションはウィング。

## 経歴
9人兄弟の一番下に生まれ、ミシガン州立大学に在籍した1951年から1955年までの4年間で125ポイントを卒業。
1956年のコルティナダンペッツォオリンピックのアメリカ合衆国代表に選出された。同大会では銀メダルを獲得した。その後、アメリカ空軍に入隊した。
1957年のアイスホッケー世界選手権には前年のハンガリー動乱に対する抗議としてボイコットすることが決定したため、アメリカ合衆国代表は参加できなかった。
1958年にチェコスロバキアで開かれた世界選手権にキャプテンとして出場し、5位となった。大会終了後の同年3月、代表チームは鉄のカーテンを越えてポーランド、チェコスロバキア、ソビエト連邦で試合を行った北米初の選手となった。
1960年はカリフォルニア州で開催されたスコーバレーオリンピックのアメリカ合衆国代表に選出された。同大会では金メダルを獲得した。これは1920年にアイスホッケー競技がオリンピック種目となってから40年目にして初めてアメリカ合衆国が優勝した大会となった。
現役引退後は長年レフェリー、アマチュアのコーチなどを務め、1974年にミシガン州スポーツの殿堂、1983年にアッパー半島スポーツの殿堂に、2001年に母校、ミシガン州立大学のスポーツ殿堂に選ばれた。
また1960年のオリンピック金メダルチームの一員として1989年にアメリカ合衆国オリンピック殿堂入り、2000年にはアメリカ合衆国ホッケーの殿堂入り、2002年にはNHLからレスター・パトリック賞を受賞した。

## 詳細情報

### 表彰
- レスター・パトリック賞：1回（2002年）

### 代表歴
- 1956年オリンピックアイスホッケーアメリカ合衆国代表
- 1957年アイスホッケー世界選手権アメリカ合衆国代表
- 1960年オリンピックアイスホッケーアメリカ合衆国代表